# Tuanku Bainun
Tuanku Bainun binti Muhammad Ali (Penang, 7 novembre 1932) è stata Raja Permaisuri di Perak dal 1984 al 2014 e Raja Permaisuri Agong della Malaysia dal 1989 al 1994.

## Primi anni di vita
Tuanku Bainun è nata a Penang il 7 novembre 1932 e ha ricevuto la sua prima educazione alla St. George Girls School di Penang. Dal 1952 al 1954 ha approfondito gli studi presso il Teacher's Training College, di Kirkby in Inghilterra.
Nel 1955, un anno dopo il ritorno dall'Inghilterra, ha sposato l'allora principe Sultan Azlan Shah Muhibbuddin ibni Almarhum Sultan Yussuf Izzuddin Shah Ghafarullahu-lah di Perak. Mentre il marito era magistrato a Kuala Lumpur, Tuanku Bainun era docente. Ha insegnato in varie scuole di Kuala Lumpur, Seremban, Raub, Taiping e Kuantan.

## Regina consorte
Nel 1984, al momento dell'ascesa al trono del marito, è diventata Raja Permaisuri di Perak con il titolo di Tuanku. Nel Perak, le regine consorti di sangue reale portano il titolo di Raja Perempuan, mentre quello di Raja Permaisuri è riservato alle consorti di origine non reale. La sovrana è stata ufficialmente proclamata Raja Permaisuri Perak Darul Ridzuan il 19 febbraio 1988 in una cerimonia storica all'Istana Kinta a Ipoh.
Quando il sultano Azlan Shah è stato eletto nono Yang di-Pertuan Agong, Tuanku Bainun è stata proclamata Raja Permaisuri Agong. Tuanku Bainun è stata la prima donna di origini non reali a diventare regina di Malesia. È interessante notare che è stata incoronata Raja Permaisuri Agong su un nuovo trono d'argento che ha sostituito l'antico trono di legno usato dalle otto precedenti regine della Malesia di sangue reale. Ha mantenuto il titolo fino alla fine del mandato del marito il 25 aprile 1994.
Ha cessato di essere Raja Permaisuri il 28 maggio 2014, alla morte del consorte. Le è succeduta la nuora, Tuanku Zara Salim.

## Famiglia Reale
La coppia reale ha avuto cinque figli, due maschi e tre femmine: Nazrin Shah, Raja Azureen, Raja Ashman Shah, Raja Eleena e Raja Yong Sofia.

## Hobby e interessi
Tuanku Bainun condivideva con il marito l'interesse per lo sport, in particolare il golf. Presta grande attenzione ai suoi sudditi, è sempre vicina a loro, soprattutto alle donne, e ha un profondo interesse per le attività assistenziali. I suoi hobby sono la collezione di ricette di cucina, le composizioni floreali e la lettura.